# Oxytropis stracheana
Oxytropis stracheana är en ärtväxtart som beskrevs av John Gilbert Baker. Oxytropis stracheana ingår i släktet klovedlar, och familjen ärtväxter. Inga underarter finns listade i Catalogue of Life.